# Linus Nilsson
Bo Carl Linus Nilsson, född 21 september 1995, i Skurups kommun, Skåne län, är en svensk politiker (sverigedemokrat). Han är ordförande för Sverigedemokraterna Ekerö. Han har varit aktiv i partiet sedan 2018.
Linus kandiderade till Europaparlamentsvalet 2024 på plats nio för Sverigedemokraterna.